# Typhlobelus
Typhlobelus es un género de peces de la familia Trichomycteridae en el orden de los Siluriformes.

## Especies
Se reconocen cinco especies:
- Typhlobelus auriculatus de Pinna & Zuanon, 2013
- Typhlobelus guacamaya Schaefer, Provenzano, de Pinna & Baskin, 2005
- Typhlobelus lundbergi Schaefer, Provenzano, de Pinna & Baskin, 2005
- Typhlobelus macromycterus Costa & Bockmann, 1994
- Typhlobelus ternetzi Myers, 1944